# Un homme et une femme : Vingt ans déjà
Un homme et une femme : Vingt ans déjà (bra: Um Homem e Uma Mulher: 20 Anos Depois) é um filme francês de 1986, do gênero drama romântico, sequência de Un homme et une femme, ambos dirigidos por Claude Lelouch.

## Sinopse
Anne Gauthier é uma produtora de cinema, que fracassa em seu último lançamento. Resolve procurar seu antigo amor, Jean-Luis Duroc. Este, piloto de corridas aposentado, encontra-se casado com a bem mais jovem Marie Sophie e ajuda o filho Antoine em sua carreira de piloto. Ao encontrarem-se, Anne pede permissão a Duroc para produzir um filme contando a história de amor vivida por eles há 20 anos. Ele resiste inicialmente mas aprova e acompanha a filmagem de algumas cenas, com Richard Berry vivendo seu personagem e Françoise Gauthier o papel da mãe. 
Enquanto ele parte para participar do Rali Dakar junto com a esposa, Anne conclui o filme e percebe que será um novo fracasso. Seu companheiro, o apresentador de TV Patrick Poivre d'Arvor propõe a filmagem da história, que é contada paralelamente neste filme, da fuga de hospital psiquiátrico do criminoso François Cortal e o assassinato cometido por ele contra sua esposa, filha, da esposa de seu médico, o professor Thevenin, seguida de suicídio. Anne concorda e utiliza-se dos mesmos atores para filmar imediatamente. A conclusão desta nova filmagem revelaria involuntariamente novo desfecho aos crimes de Cortal.
No rali, de outra parte, explode uma crise com consequências quase fatais entre o casal Duroc e Marie, por ciúme desta ter descoberto que ele havia se encontrado com Anne. No regresso, Duroc e Anne reiniciam seu antigo romance.

## Elenco
- Anouk Aimée..............Anne Gauthier
- Jean-Louis Trintignant...Jean-Louis Duroc
- Richard Berry............Ele mesmo
- Patrick Poivre d'Arvor...Ele mesmo
- Marie-Sophie L...............Marie Sophie
- Philippe Leroy...............Professor Thevenin
- Evelyne Bouix................Françoise Gauthier
- Patrice Valota...............François Cortal
- Antoine Sire.................Antoine Duroc